# Nature Cat
Nature Cat je američka-kanadska animirana serija. Autori su Adam Rudman, David Rudman i Todd Hannert. Serija zasad ima 3 sezone unutar kojih je ukupno 67 epizoda od po 22-25 minuta. Namijenjena je djeci od 3 do 8 godina.)
Glavni junak serije je domaći mačak Fred koji sniva o istraživanju vanjskog svijeta. Kad mu obitelj kod kojih živi izađe na dan, pretvori se u Nature Cata, koji jedva čeka izlet u prirodu u stražnje dvorište. No Fred ima problem jer nema instinkta za život u prirodi. Kroz iskustava iz kojih su likovi u seriji nešto naučili, serija namjera ohrabriti djecu slično se ponašati i razviti razumijevanje prirode.